# Trévor Clévenot
Trévor Clévenot (n. 28 iunie 1994, Royan, Poitou-Charentes, Franța) este un voleibalist ce a reprezentat Franța, medaliat olimpic. A participat la 2 ediții ale Jocurilor Olimpice (2016, 2020) în care a câștigat o medalie de aur.